# Deutsche Botschaft Pretoria
Die Deutsche Botschaft Pretoria ist die diplomatische Vertretung der Bundesrepublik Deutschland in der Republik Südafrika mit Zuständigkeit auch für die Königreiche Lesotho und Eswatini.

## Lage
Die Kanzlei der Botschaft liegt im südöstlich des Stadtzentrums befindlichen Stadtteil Groenkloof der südafrikanischen Hauptstadt Pretoria. Die Straßenadresse lautet: 201 Florence Ribeiro Avenue, Groenkloof Ext 11, Pretoria 0181.
Das Außenministerium im Stadtzentrum ist 5 Kilometer und der internationale Flughafen Pretoria (O.R. Tambo International Airport) rund 50 Kilometer im Süden entfernt. Kapstadt liegt rund 1500 Kilometer südwestlich, Mbabane (Eswatini) rund 350 Kilometer östlich und Maseru (Lesotho) rund 500 Kilometer südlich.

## Gebäude
Die Botschaft ist in einem bundeseigenen modernen Bürogebäude untergebracht, das im Jahr 2016 bezogen wurde. Auf dem Dach wurde im Jahr 2017 eine Solaranlage installiert, die ein Fünftel des gesamten Stromverbrauchs im Haus abdeckt.

## Aufgaben und Organisation
Die Botschaft Pretoria hat den Auftrag, die bilateralen Beziehungen zu den Gastländern zu pflegen, die deutschen Interessen gegenüber den Regierungen zu vertreten und die Bundesregierung über Entwicklungen in den Gastländern zu unterrichten.
Der Bedeutung und dem Umfang der Aufgaben insgesamt entsprechend ist der Leiterposten der Botschaft nach Besoldungsgruppe B6 der Bundesbesoldungsordnung eingestuft.

### Gliederung

#### Politische Abteilung
Die politische Abteilung beobachtet und analysiert die Innen- und Außenpolitik Südafrikas. Sie ist für die Vorbereitung und Durchführung hochrangiger politischer Besuche aus Deutschland zuständig. Ferner koordiniert sie die Verfolgung gemeinsamer Ziele im multilateralen Rahmen. Zu diesen Zwecken unterhalten die Mitarbeiter enge Kontakte zu Regierung, Parlament, politischen Parteien, Gewerkschaften und der Zivilgesellschaft. Dieses gilt auch in Bezug auf die Königreiche Lesotho und Eswatini.
Die Abteilung gliedert sich in die Referate Innenpolitik, Außenpolitik und Protokoll.

##### Am Ende des Apartheidsregimes
Die Botschaft Pretoria erfuhr besonderes Medieninteresse, als das südafrikanische Regime der Apartheid gegen Ende der 1980er Jahre vermehrt unter internationalen politischen Druck kam. Im September 1986 ketteten sich acht Mitglieder der deutschen Partei Die Grünen in der Botschaft an, um gegen die Inhaftierung von Nelson Mandela zu protestieren.
Anfang des Jahres 1989 konnten vier aus politischen Gründen in Haft sitzende Südafrikaner nach einem Hungerstreik bei einem Krankenhausaufenthalt entkommen. Sie suchten Zuflucht in der Botschaft Pretoria.

#### Wirtschaftsreferat
Das Referat beobachtet und analysiert die gesamtwirtschaftliche Entwicklung in Südafrika, den wirtschaftlichen Transformationsprozess sowie die Wirtschafts-, Finanz- und Währungspolitik des Landes. Die Mitarbeiter pflegen Kontakte zu den zuständigen Ministerien und zu der Wirtschaft selbst. Sie betreuen Wirtschaftsdelegationen und werben für den Wirtschaftsstandort Deutschland. Das Wirtschaftsreferat arbeitet eng mit der Auslandshandelskammer Johannesburg (AHK) und dem Korrespondenten von Germany Trade and Invest (gtai) zusammen.
Im Wirtschaftsreferat ist neben Beamten des Auswärtigen Diensts ein Finanzreferent aus dem BMF und ein Repräsentant der Bundesbank tätig.

#### Referat Wirtschaftliche Zusammenarbeit und Entwicklung
Das Referat koordiniert die entwicklungspolitischen Aktivitäten der Bundesregierung in Südafrika und in Lesotho. Es bereitet jährliche Regierungsverhandlungen und -konsultationen zwischen beiden Staaten vor und verfolgt die Umsetzung der Ergebnisse. Es stellt ferner Kontakte zu den Durchführungsorganisationen der Entwicklungszusammenarbeit her, um die gegenseitige Information sicherzustellen. Von den Mitarbeitern, die zum Teil aus dem BMZ stammen, werden auch Kleinstprojekte begleitet.

#### Rechts- und Konsularreferat
Das Referat ist Ansprechpartner für alle Fragen, die Visa, Pässe, Staatsangehörigkeits- und Familienangelegenheiten oder sonstige konsularische Serviceleistungen betreffen. Es unterhält eine Passstelle, in der Antragsteller direkt vorsprechen. Die Visastelle bearbeitet Anträge, die bei einem externen Dienstleister eingereicht und auf Vollständigkeit geprüft wurden; sie hat insoweit nur in Ausnahmefällen Publikumsverkehr.
Der konsularische Amtsbezirk umfasst die südafrikanischen Provinzen Free State, Gauteng, KwaZulu-Natal, Nordwest und Mpumalanga sowie Lesotho und Eswatini. Zudem nimmt das Referat die konsularischen Dienstleistungen und die Visaerteilung für Mauritius (wo der Botschafter in Antananarivo (Madagaskar) nebenakkreditiert ist) wahr.

#### Pressereferat
Das Referat steuert die Öffentlichkeitsarbeit der Botschaft. Enger Kontakt zu südafrikanischen Journalisten und zu in Südafrika akkreditierten deutschen Korrespondenten ist im Sinn eines „Gebens und Nehmens“ entscheidender Bestandteil der Aufgabenerfüllung. Ferner werden von den Mitarbeitern die südafrikanischen Medien beobachtet und ausgewertet. Das Ergebnis fließt in eine regelmäßige Berichterstattung an das Auswärtige Amt ein.

#### Referat für Ernährung und Landwirtschaft
Das Referat hat eine regionale Zuständigkeit (neben Südafrika auch Angola, Botswana, Lesotho, Mosambik, Namibia, Sambia, Simbabwe und Eswatini). Es bearbeitet die Themengebiete Ernährungssicherung, nachhaltige Anbaumethoden, Abbau von Barrieren im Handel und Erschließung neuer Märkte. Es ist mit einem Beamten aus dem Bundesministerium für Ernährung, Landwirtschaft und Verbraucherschutz (BMELV) besetzt.

#### Referat für Arbeit und Soziales
Das Referat beobachtet Entwicklungen und fördert Zusammenarbeit in den Themenbereichen Arbeit und Soziales sowie Gesundheitspolitik. Gezielt sind seine Aktivitäten auf die Bereiche: Qualifizierung und berufliche Bildung, soziale Sicherheit, Arbeitsschutz und Internationale Zusammenarbeit in der Arbeitspolitik. Die Mitarbeiter pflegen engen Kontakt zu den Sozialpartnern, vor allem zu südafrikanischen Gewerkschaften. Der Posten des Referenten wird abwechselnd von Mitarbeitern des BMAS und BMG besetzt.

#### Referat für Forschung, Wissenschaft und Technologie
Das Referat verfolgt die Aufgabe, Zusammenarbeit und Kontakte in den Bereichen Forschung und Entwicklung zu fördern. Südafrika ist in dieser Hinsicht der wichtigste Kooperationspartner in Afrika. Gemeinsame Forschung findet unter anderem in den Bereichen Klima, Energie, Biodiversität, Geo-, und Nachhaltigkeitsforschung, nachhaltige Landnutzung, Astronomie, Gesundheitsforschung sowie Fertigungstechnologien statt. Der Posten des Referenten wird in der Regel aus dem BMBF besetzt.

#### Referat für Energie, Klima und Umwelt
Das Referat hat die Aufgabe, die Aktivitäten zu koordinieren, mit denen Deutschland den Wandel Südafrikas hin zu einer „grünen Wirtschaft“ unterstützt. Es fördert die bilaterale Zusammenarbeit zwischen Deutschland und Südafrika in Bereichen globaler Relevanz. Ferner unterstützt es die Planung und Durchführung von Entwicklungsprojekten im Bereich erneuerbarer Energien, Energieeffizienz und Klimaschutz. Der Posten des Referenten wird in der Regel aus dem zuständigen Bundesministerium besetzt.

#### Kulturreferat
Aufgabe des Kulturreferats ist es, gemeinsam mit Kulturmittlern die Zusammenarbeit im Kulturbereich zu vertiefen. Auch Bildung und Erziehung spielen eine wichtige Rolle. Im Schulwesen und auf universitärer Ebene besteht eine enge Zusammenarbeit.

#### Militärattachéstab
Der Militärattaché ist in Südafrika und Namibia, Botsuana, Simbabwe und Lesotho akkreditiert. Er berät den Botschafter in Fragen der Militär- und Sicherheitspolitik und berichtet über den Entwicklungsstand der Sicherheitspolitik im Gastland. Zu seinen konkreten Aufgaben gehört auch die Information der südafrikanischen Regierung und Öffentlichkeit über Themen der deutschen Verteidigungspolitik, Streitkräfte und Rüstung sowie die Koordinierung der bilateralen Zusammenarbeits- und Ausbildungsprogramme.
Der Militärattaché ist ein Offizier im Rang eines Obersts/Kapitäns zur See.

#### Deutschland-Zentrum / German Information Centre (GIC) Africa
Das GIC informiert die englischsprachigen Länder Afrikas über Deutschland und bewirbt deutsche Positionen. Es benutzt soziale Medien wie Facebook und Twitter. Es unterstützt die Internetauftritte der Botschaften.

#### Regionalarztdienststelle
Der entsandte Regionalarzt ist für die arbeitsmedizinische Betreuung der Bediensteten der deutschen Auslandsvertretungen im gesamten südlichen Afrika zuständig. Die Regionalarztdienststelle kann in begründeten Ausnahmefällen zur Versorgung deutscher Staatsbürger und EU-Bürger konsultiert werden.

#### Praktikanten und Rechtsreferendare
In der Botschaft Pretoria werden regelmäßig zwei Rechtsreferendare (Wahlstation) und einige Praktikanten ausgebildet.

### Nebenakkreditierungen
Die Leiter der Botschaft sind in den Königreichen Lesotho und Eswatini nebenakkreditiert.
Die Botschaft unterhält in Mbabane ein Verbindungsbüro. Straßenanschrift: 1st Floor, UN House, Samhlolo Road, Mbabane, Eswatini.

### Konsularische Vertretungen im Amtsbezirk

#### Generalkonsulat Kapstadt
Das Generalkonsulat Kapstadt ist die konsularische deutsche Auslandsvertretung für die drei Provinzen Northern Cape, Western Cape und Eastern Cape sowie für die Insel St. Helena mit Nebengebieten.

#### Honorarkonsuln
In den Küstenstädten Durban und Port Elizabeth sind Honorarkonsuln der Bundesrepublik Deutschland bestellt und ansässig.

## Geschichte
Südafrika wurde am 31. Mai 1961 tatsächlich (1931 fiktiv) vom Vereinigten Königreich unabhängig. Die Bundesregierung hatte bereits am 26. Februar 1951 ein Generalkonsulat in Pretoria eröffnet, das am 22. Januar 1952 in eine Gesandtschaft umgewandelt wurde. Am 15. April 1954 wurde daraus die Botschaft.
Das Deutsche Reich hatte bereits seit 1885 konsularische Vertreter nach Südafrika entsandt; nur während beider Weltkriege gab es keine offiziellen Vertretungen.